# Karol Pollak
Karol Franciszek Pollak, född 1859, död 1928, var en polsk elektrotekniker, entreprenör och uppfinnare. Han uppfann diodbrygga. Han arbetade också med kondensatorer, ackumulatorer och likriktare. 
Pollak var född i Sanok. Han avled i Bielsko-Biała. Han var son till boktryckare Karol Pollak (1818-1880).

## Källor

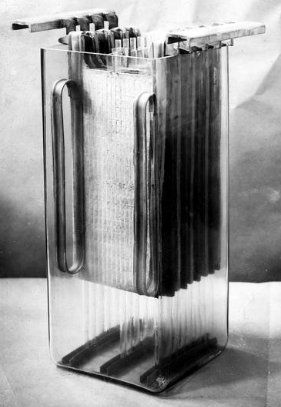
Ackumulator konstruerad av Karol Pollak